# 富国银行集团

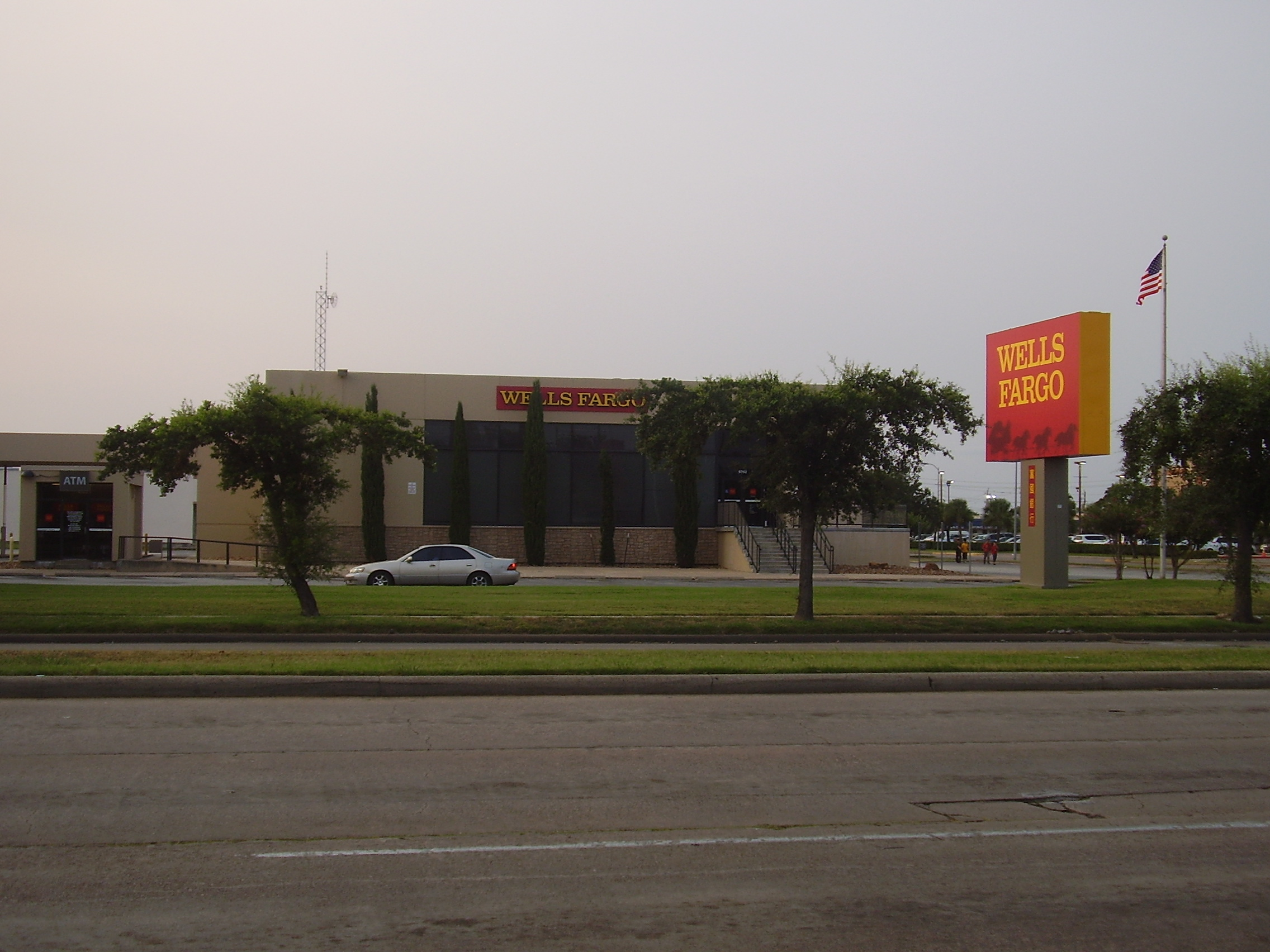
Beltway支行 - 休斯敦中國城

富國銀行集團（Wells Fargo & Company）1852年成立於美國紐約，是一家多元化金融集團，總資產為1.8兆美元。今天的富國銀行由1998年西北銀行（Norwest）收購原有富國銀行後改名並遷往舊富國銀行總部舊金山而來。富國銀行和摩根大通、美國銀行、花旗集團是美國四大銀行之一。

## 概要
富國銀行業務以零售銀行業務為主，批發銀行業務，投資銀行，及個人金融業務為輔。至2010年末，共有9,000餘間零售分行、12,000台自動櫃員機，並於2009年、2010年連續兩年獲評「客戶滿意度最佳」的美國銀行。按儲戶數量計，美國每三戶家庭就有一戶選擇富國銀行服務。富國銀行在《财富》雜誌「2009年全美最大企業排行」中名列第19位。
2008年9月29日當花旗銀行宣佈收購美國第四大銀行美聯銀行的業務詳情後，市場普遍認為收購一定成功時，富國銀行在10月3日宣佈以0.1991普通股換取1股美聯銀行普通股，折算以每股7美元收購美聯，涉資117億美元，並邀請美聯三名董事加入董事局及公開發行總值200億美元新股集資。即為目前投資銀行分支，Wells Fargo Securities的前身。
2009年12月15日富國銀行以45億美元現金收購保德信金融集團所持零售經紀合資企業富國咨詢公司23%的非控股股權，保德信2003年進入該合資企業，與美聯銀行簽署經紀協議。
2009年12月15日富國銀行以每股25美元價格發售4.899億股權，其中6,390萬股由承銷券商所購。籌資122.5億美元，以利償還問題資產紓困方案（TARP）的250億美元借款。撤出TARP機制，並購回政府持有的三成四股權。
富國銀行2013年7月12日起成為全球市值最大銀行，市值約2,360億美元（截至2013年7月23日止），多於中國工商銀行的2,230億美元，打破中國工商銀行連續7年蟬聯的國際最大市值銀行紀錄。
2019年，富國銀行首席執行官蒂姆·斯隆（Tim Sloan）辭職使股票上漲，由法律顧問C. Allen Parker擔任臨時首席執行官。同年9月27日，查爾斯·沙夫（Charles Scharf）被宣佈為公司新任首席執行官。
2021年2月富國銀行出售资产管理业务給私募股权公司GTCR和Reverence Capital Partners，在完成出售后，仍将持有该资产管理部门9.9%的股份，并将继续作为客户和分销合作伙伴。富國銀行在《財富》雜誌「2021年全美最大企業排行」中名列第37位。而在2021年，共有5,200餘間零售分行、13,000台自動櫃員機。

## 歷史
今天的富國銀行由加州的舊富國銀行及中西部的西北銀行合併而成，其歷史亦分為兩部份記述。

### 舊富國銀行
1849年，美國運通的創辦人亨利·韋爾斯及威廉姆·法高將他們的快運業務合併為運通。1852年加州淘金熱期間，兩人提出將運通業務延伸至西部，但為董事會否決。於是兩人自立門戶，在紐約成立富國公司，資本三十萬美元，同時繼續經營運通。同年七月在舊金山開始營業。
富國公司的業務包括向淘金者收購生金並售出金幣（其快運業務為其由東部運送鑄幣至西部之後盾），此即為富國公司經營銀行業之始。
1850年代後期，富國公司開始經營驛站馬車業務。至1860年代中期完全壟斷加州與東部之間的馬車運輸。州際鐵路竣工後，通過收購，富國公司成為以鐵路為主，驛站馬車為輔的運輸業巨人，全盛時期覆蓋全美一萬餘個城鎮。
1905年富國公司將銀行業務和運輸業務分拆，銀行部同年與內華達國家銀行合併，開始和運輸部（1918年為美國聯邦政府收購）分家。其後數十年間，經過收購合併和擴張業務，深耕加州市場，逐漸成為加州最大的銀行。
富國銀行一向重視新科技之應用，1967年與三家本地銀行（其中兩家後亦為富國銀行收購）推出萬事達卡，1995年更為世界上第一家可在網上查看帳戶結餘的銀行。
1996年由於與第一州際銀行合併過程操之過急，且兩家銀行經營文化差距較大，導致業績下滑，1998年為西北銀行收購。因富國之名以在美國西部開發史之地位為人熟知，而西北銀行本身名稱地方色彩過重，合併後的銀行故更名為富國銀行，總部遷至舊金山。

### 西北銀行
1920年代美國工商業繁榮發達，但中西部農業州經濟不振，1920－1929年間破產銀行數以千計。1929年，當地出現了銀團，即銀行控股公司。控股公司持有銀團內各銀行的部份股權，並在成員行資金週轉不暢時互相幫助，但不干涉各成員行業務。西北銀行的前身，即為由明尼阿波利斯的西北國家銀行牽頭的西北銀團。
銀團在成立後數年間，已有成員行百餘家，後來成員行間相互合併、退出，1970年代末共有85家成員行。
1970年代始，各成員行開始在資訊系統和宣傳等事項上統一。1983年正式統稱為西北銀行。

### 跨國業務
富國銀行是一家國際金融公司，在香港和倫敦設有地區總部。

## 丑闻
2016年9月，富国银行承认部分雇员于2011年起利用客户资料开设虚假帐户以赚取业务佣金，愿意支付1.85亿美元的费用与监管当局达成和解。
2017年7月，富国银行被揭发其汽车贷款客户在不知情的情况下购买了非必要的保险，导致数万名客户因无力支付车贷及保险而导致汽车被收回。
富国银行与2018年4月同意就其之前在车贷及房贷业务方面的不当操作，向监管当局支付10亿美元的罚金。

## 外部連結
- 富國銀行 （页面存档备份，存于） （英文）